# PRIDE 1
Le Pride 1 a été le premier évènement de combat libre de l'organisation japonaise Pride Fighting Championships. Il eut lieu au Tokyo Dome à Tokyo, Japon le 11 octobre 1997. 
Le combat principal de la soirée était la rencontre entre Rickson Gracie et Nobuhiko Takada qui vit la victoire du brésilien.

## Résultats
| Match | Vainqueur         | Perdant         | technique            | Round | Temps |
| 1     | Kazunari Murakami | John Dixon      | Submission (Armbar)  | 1     | 1:34  |
| 2     | Gary Goodridge    | Oleg Taktarov   | KO                   | 1     | 4:57  |
| 3     | Akira Shoji       | Renzo Gracie    | Draw                 | 3     | 10:00 |
| 4     | Koji Kitao        | Nathan Jones    | Submission (Armlock) | 1     | 2:14  |
| 5     | Kimo Leopoldo     | Dan Severn      | Draw                 | 1     | 30:00 |
| 6     | Rickson Gracie    | Nobuhiko Takada | Submission (Armbar)  | 1     | 4:47  |

## Référence
- Pride 1 sur Sherdog.com